# Ordre de DeMolay
 (juin 2019).

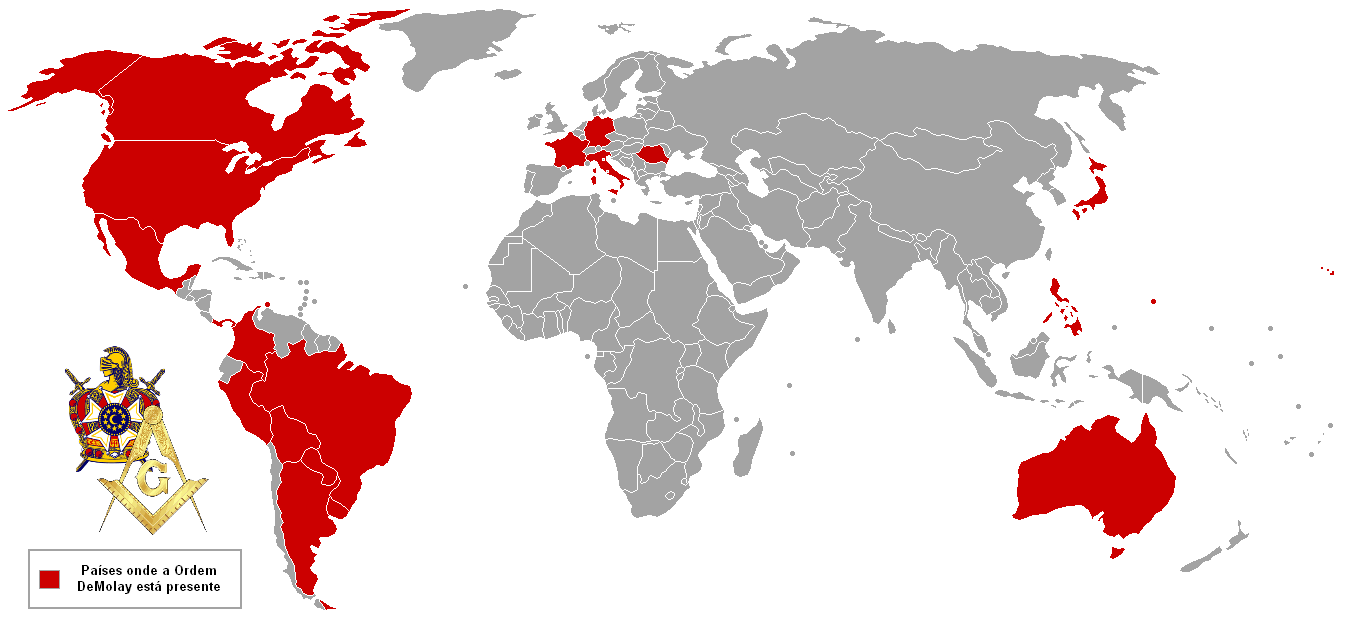
l'Ordre de DeMolay à travers le monde

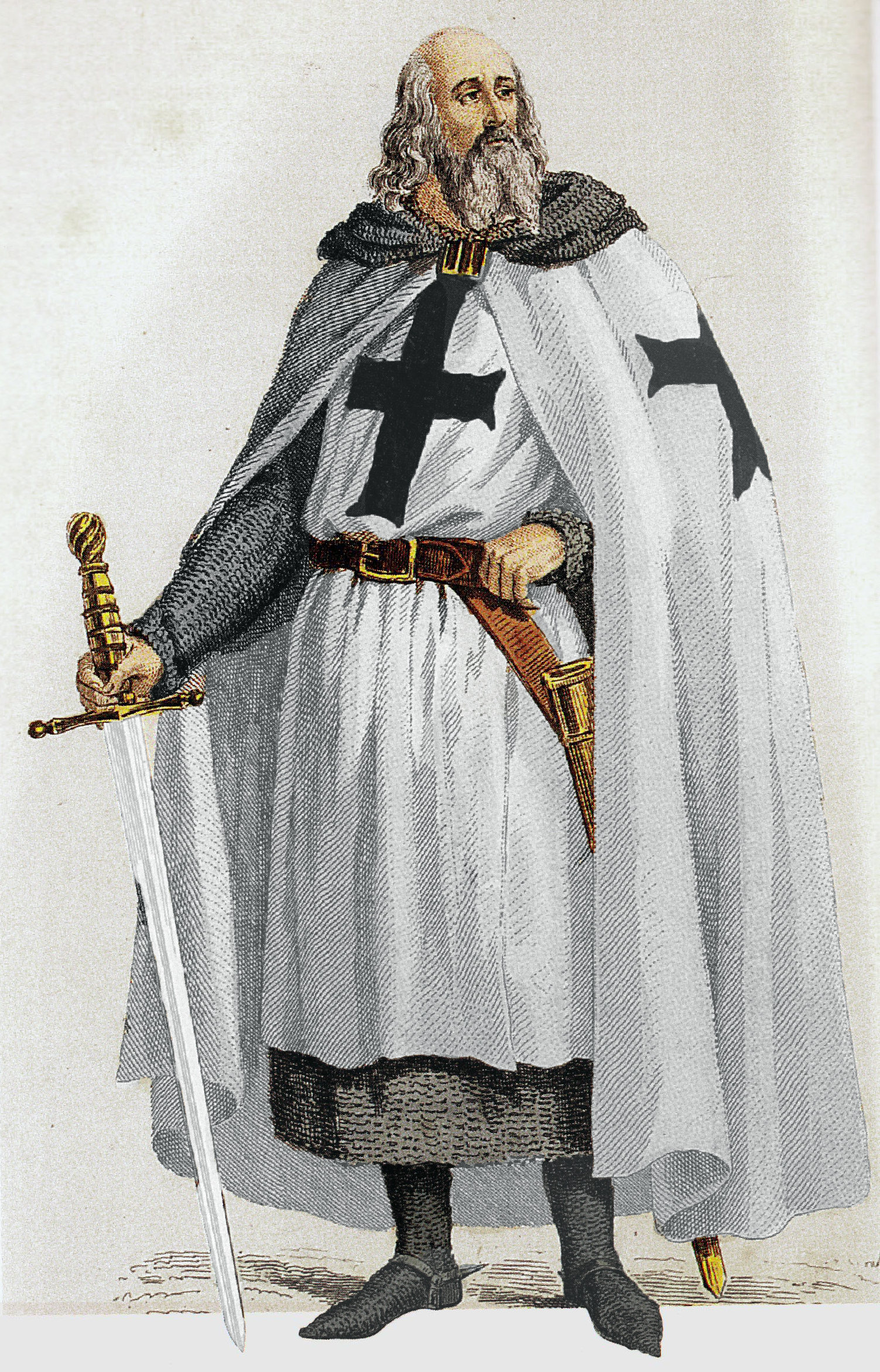
Jacques de Molay.

L'Ordre de DeMolay connu également sous le nom de Demolay International depuis les années 1990. est un ordre paramaçonnique (masonic bodies) fondé à Kansas City, au Missouri en 1919, cette société fraternelle et mouvement de jeunesse est devenue internationale. 
Cet  ordre  tire son nom de Jacques de Molay, le dernier grand maître des Templiers.  Il regroupe des garçons de 12-21 ans, sans obligation de lien de parenté avec un franc-maçon.

## Histoire
L'ordre de DeMolay a été fondé par Frank S. Land, homme d'affaires prospère du Missouri. Après la Première Guerre mondiale, des États américains ont commencé à s'inquiéter du sort des garçons orphelins de guerre.  Il se décide alors le besoin d'une organisation qui pourrait associer ses orphelins avec d'autres garçons et de leur apprendre la responsabilité et des compétences dans la vie courante. 
L'organisation a pris rapidement de l'ampleur dans la fraternité philanthropique américaine et de nombreux États lui ont accordé la reconnaissance officielle. Poursuivant sa croissance, de nombreux chapitres de l'Ordre de DeMolay se sont ouverts à travers les États-Unis.
Devenant internationale, l'organisation se développe dans de nombreux pays étrangers, notamment au Canada, aux Philippines, Aruba, Australie, Bolivie, Brésil, Allemagne, Italie, Japon, Portugal, Panama, Colombie, Mexique...

## Organisation
DeMolay International compte actuellement environ 18 000 membres en Amérique du Nord. Il développe sept « vertus cardinales » qui sont :
- Amour filial
- Vénération pour les choses sacrées
- Courtoisie
- Camaraderie
- Fidélité
- Propreté
- Patriotisme

Étant dans la sphère paramaçonnique américaine, l'ordre de DeMolay s'inspire de la franc-maçonnerie en pratiquant une initiation avec un rituel spécifique. Chaque chapitre de l'Ordre est parrainé par une loge ou une autre structure maçonnique.  
DeMolay International est similaire à d'autres mouvements de jeunesse comme : Job's Daughters  (Filles de Job) , International Order of the Rainbow for Girls, Association de la jeunesse espoir de la fraternité (AJEF), Order of Boy Builders, Order of the Constellation of the Junior Stars...

### Structure du mouvement
Sur le modèle maçonnique la loge est connue sous le nom de chapitre et est dirigée par un « conseiller maître ». Celui-ci est élu par les membres de son chapitre et est généralement l'un des plus âgés du groupe. Il est assisté dans sa tâche par un « conseiller senior » et un « conseiller junior ».  Le conseiller senior est généralement considéré comme le futur conseiller maître. Tous les membres du bureau d'un chapitre sont nommés par le conseiller maître, à l'exception des conseillers et du trésorier, qui sont élus, et le scribe, qui est nommé par le conseil consultatif du chapitre. 
D'anciens membres de DeMolay, francs-maçons, ou des tuteurs adultes supervisent le chapitre ; ils sont appelés « Dad » en souvenir du père-fondateur. Depuis quelques années des femmes  servent aussi à titre de conseillers pour le groupe, et sont appelés « Mom ». 
Chaque État dispose d'un conseiller maître qui est élu dans une juridiction composée des députés de chaque chapitre. Une structure internationale, avec un grand maître et un secrétariat organise les congrès internationaux et gère le siège de DeMolay International.

### Officiers d'un Chapitre
Par ordre hiérarchique :
- Élus :
  - Conseiller maître
  - Conseiller senior
  - Conseiller junior
  - Trésorier (non utilisé par tous les chapitres)
- Nommés :
- Scribe  
  - Diacre senior
  - Diacre junior
  - Administrateur senior
  - Administrateur junior
  - Orateur
  - Sentinelle
  - Chapelain
  - Marécha
  - Porte-étendard
  - Almoner
  - Sept précepteurs (représentant les sept vertus cardinales de l'Ordre de DeMolay)
  - Organiste

### Activités
L'Ordre de DeMolay participe à de nombreuses activités, notamment: le camping et les bals les Rainbow Girls et Job's Daughters, des activités sportives comme le basketball, le football, le baseball, le tennis, le paintball, le billard, le canoë-kayak... Chaque chapitre décide collectivement ce que les membres aiment faire, puis les planifie et réalise les activités en fonction des fonds disponibles.

### Distinctions et prix

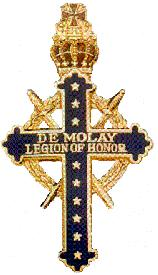
Légion d'Honneur DeMolay

Le degré de chevalier est la plus haute distinction qu'un membre de l'ordre de DeMolay peut recevoir. Cet honneur peut aussi être accordé à une action bienfaitrice par l'ordre. Le diplôme est une citation pour service exceptionnel et pour recevoir cet honneur, le membre doit avoir au moins 17 ans le 15 janvier de l'année et avoir deux ans de présence dans l'ordre.
La Légion d'honneur (LOH) est le plus haut degré d'honneur au niveau  international conférée par le Conseil suprême international de l'ordre de DeMolay.  Depuis l'amendement des statuts du Conseil suprême en 1985, les candidats à la Légion d'honneur doivent avoir au moins 25 ans avant le 15 janvier.
Le Conseil suprême de l'ordre de DeMolay peut aussi conférer la Légion d'honneur sur une action exceptionnelle dans certains domaines d'activité (le service humanitaire, la fraternité et le service de l'Ordre de DeMolay...)

### Célébrités du Panthéon de l'Ordre de DeMolay
Au fil des ans, l'Ordre de DeMolay a eu de nombreux anciens élèves devenus célèbres, notamment :
- John Wayne acteur (1907-1979)
- John Steinbeck écrivain (1902-1968)
- Pete Rose joueur de baseball (1941- )
- Walt Disney cinéaste (1901-1966)
- Mel Blanc doubleur (1908 - 1989)
- Bill Clinton homme politique (1946- )
- Frank Borman astronaute (1928-2023)
- Gary Collins acteur (1938-2012)